# Anatoliy Bondarchuk
Pour les articles homonymes, voir Bondartchouk.
Anatoliy Pavlovych Bondarchuk (en ukrainien : Анатолій Павлович Бондарчук, Anatoliï Pavlovytch Bondartchouk) ou Anatoli Pavlovitch Bondartchouk (en russe : Анатолий Павлович Бондарчук) est un athlète soviétique de nationalité ukrainienne, né le 31 mai 1940 à Starokostiantyniv, en RSS d'Ukraine (Union soviétique), spécialiste du lancer du marteau.

## Carrière
Anatoliy Bondarchuk fut champion olympique du lancer du marteau aux jeux de Munich en 1972 en établissant alors le record olympique de la discipline à 75,50 m et médaillé de bronze aux jeux de 1976. Il établit également deux records du monde en 1969, à 74,68 m et 75,48 m.
Après sa carrière d'athlète, il se reconvertit en entraîneur, s'occupant notamment du détenteur du record du monde Youri Sedykh.
Actuellement il vit à Kamloops, au Canada, et entraîne les lanceurs du Kamloops Track & Field Club.